# Jüdischer Friedhof Kempen

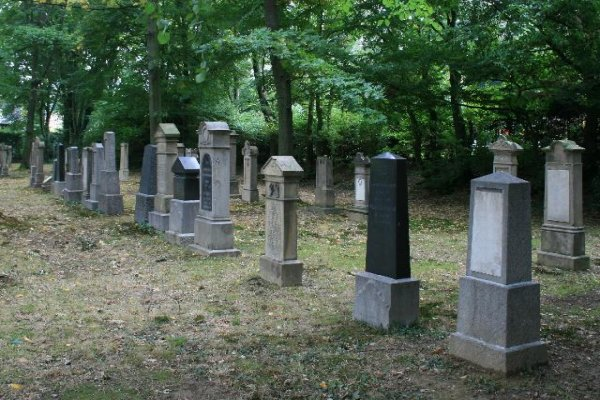
Jüdischer Friedhof Kempen

Der Jüdische Friedhof Kempen befindet sich in der Stadt Kempen im Kreis Viersen in Nordrhein-Westfalen.

## Lage und Geschichte
Der jüdische Friedhof liegt nahe der Siedlung Kamperlings am südlichen Rand der Stadt Kempen. Die Bestattungsstelle für Juden wurde von der 1809  (wieder)gegründeten Jüdischen Gemeinde angelegt. 1968 musste der Jüdische Friedhof Oedt (Gemeinde Grefrath) einer Industrieansiedlung weichen. Die Gräber wurden von dort auf den Jüdischen Friedhof Kempen verlegt. Danach ließ die Stadtverwaltung Kempen den zuvor stark mitgenommenen Friedhof wieder herrichten und 2003 unter Denkmalschutz stellen.   
Auf dem Friedhof befinden sich heute 94 Grabsteine aus der Zeit von 1845 bis 1944, die 2009 aufwendig restauriert wurden. 
2007 wurde hier auf seinen Wunsch Max Mendel bestattet, Bürger des ehemals selbständigen Ortsteils St. Hubert, der als einziger Kempener Jude die NS-Zeit überlebt hatte.